# Rắn cỏ Nhật
Rắn cỏ Nhật, tên khoa học Rhabdophis tigrinus, là một loài rắn trong họ Rắn nước. Loài này được Boie mô tả khoa học đầu tiên năm 1826.
Thức ăn của chúng là động vật có xương sống nhỏ, chủ yếu là cóc, ếch nhái. Đây là một loài rắn có nọc độc có khả năng hấp thụ chất độc từ thịt cóc. Chất độc bufadiebolides nằm ở hai mang của nó gây khó thở và tác động mạnh đến cơ tim.

## Hình ảnh

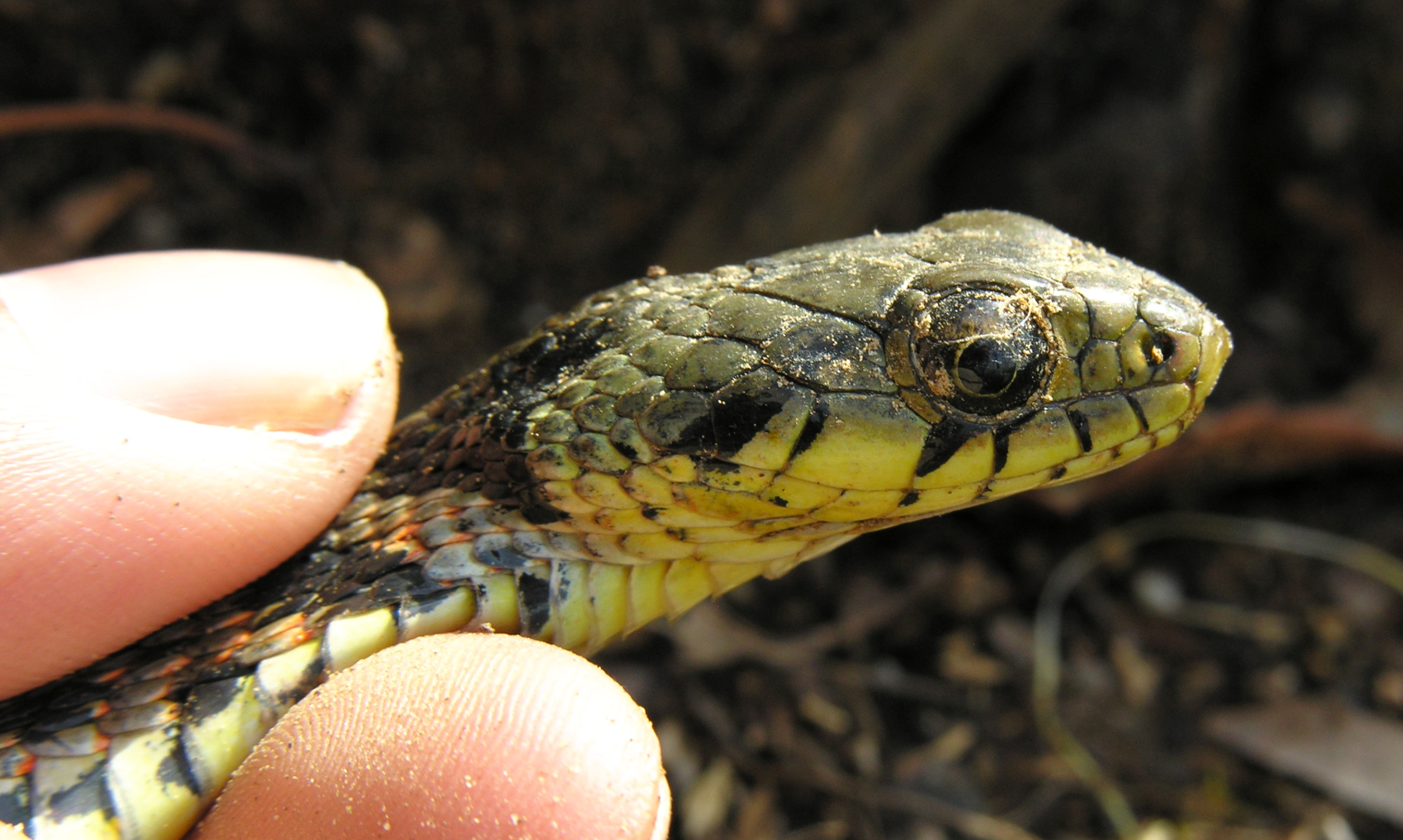
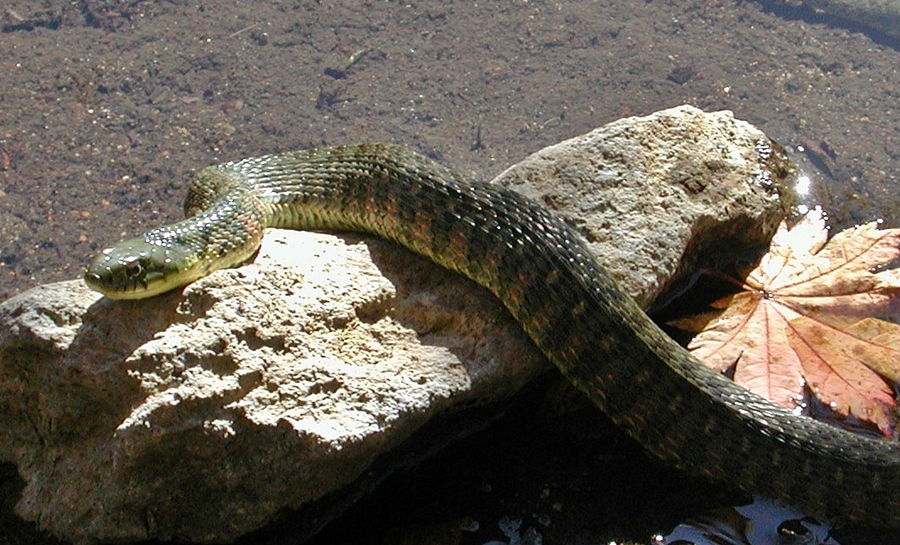
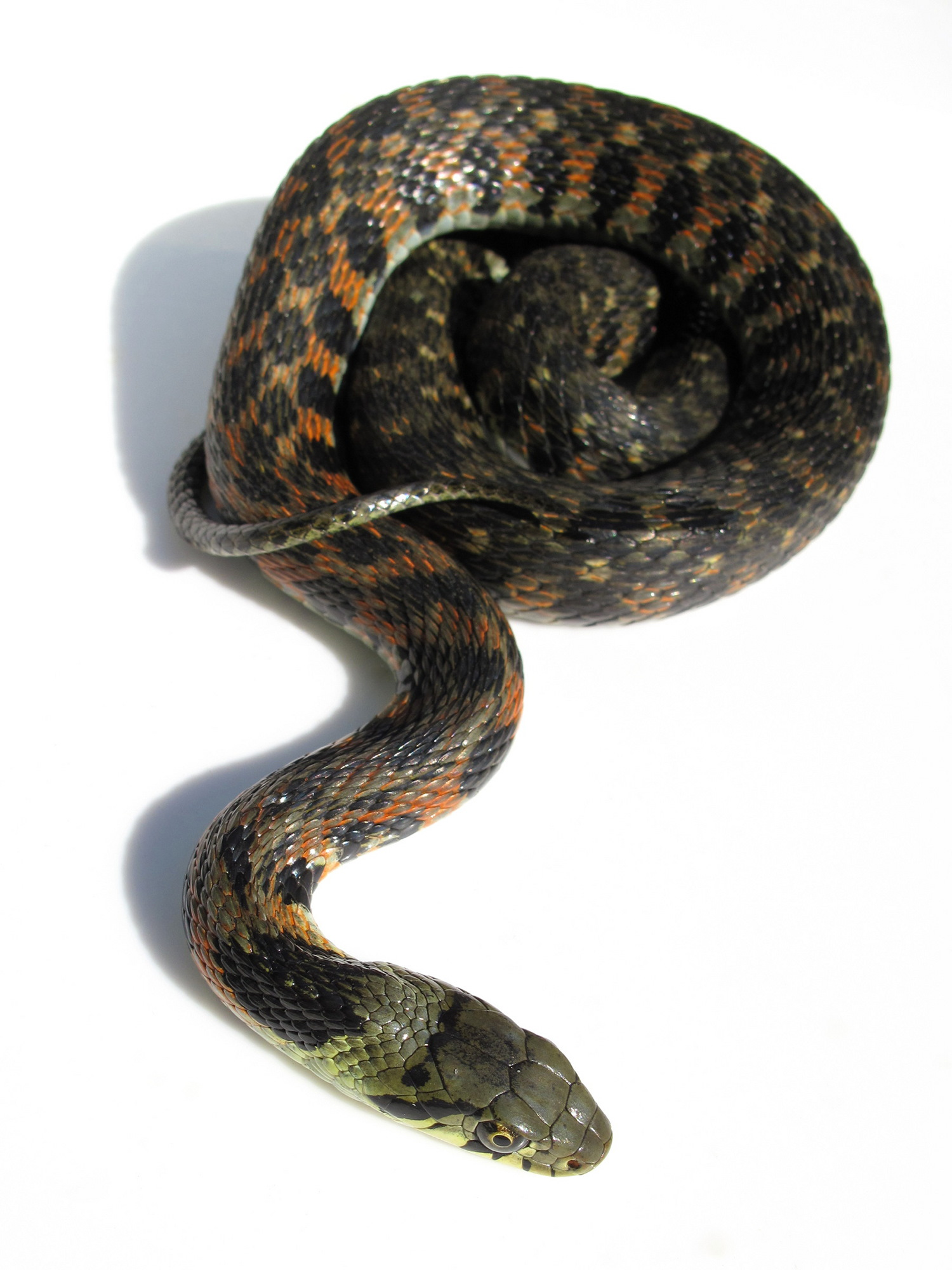
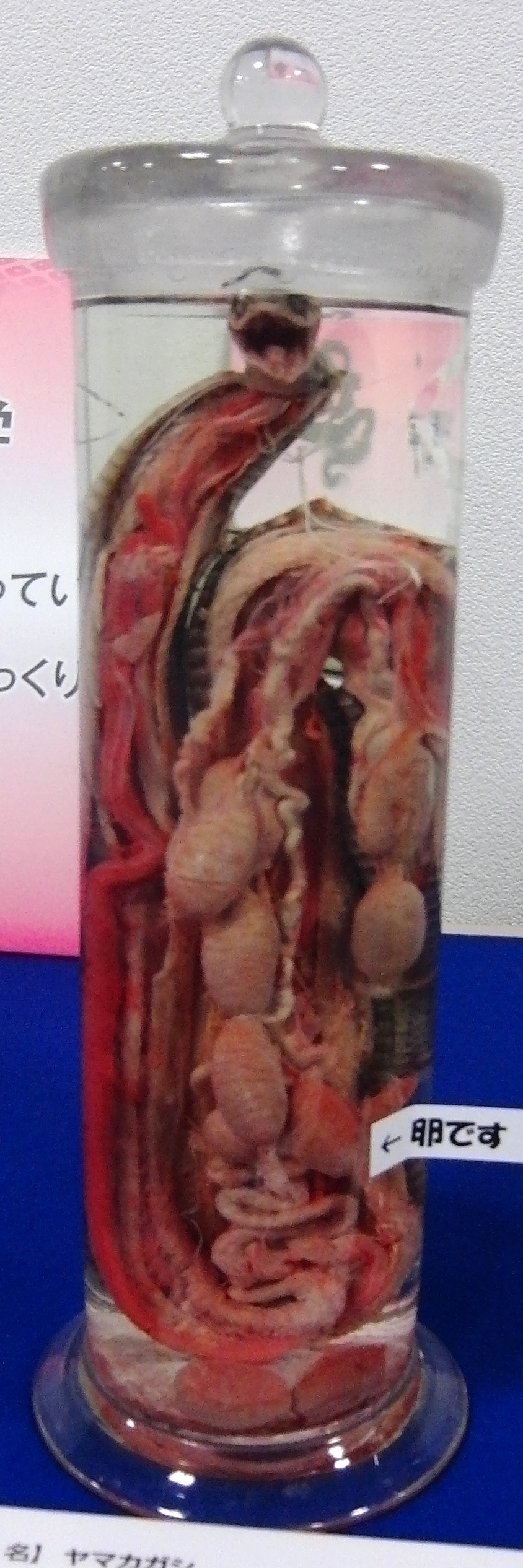